# John Swartz den äldre
Johannes "John" Swartz, född 1759 (döpt 30 september) i Norrköping, död där 29 juni 1812, var en svensk ämbetsman och företagare.

## Biografi
John Swartz var son till Petter Swartz. Efter skolstudier i Norrköping och universitetsstudier i Uppsala och Lund blev han 1780 extraordinarie kanslist i kanslikollegium 1780, kopist 1781 och kanslist 1784. Han tjänstgjorde därefter biträdande sekreterare vid beskickningarna i London och Konstantinopel samt som kommssionssekreterare i London 1788–1791 och i Paris 1791–1792. Se3dan han 1792 erhållit avsked med lagmans titel, deltog han i ledningen av den av fadern grundade snusfabriken i Norrköping. 1796 inköpte han ett nedlagt gevärsfaktori på Smedjeholmen i Norrköping och anlade där ett engelskt garveriverk och ett garnspinneri, drivet med moderna maskiner. Han inköpte och lät bebygga stora områden i Norrköping. 1806 sålde han sin del i familjeföretaget till brodern Petter Jacob Swartz, och 1808 sålde han Smedjeholmen. Swartz var en av Johan Tobias Sergels vänner och förekommer på flera av hans teckningar. Sergel lät även modellera porträttmedaljonger över John Swartz och hans hustru.